# Nachal Dov
Nachal Dov (hebrejsky נחל דב nebo נחל דוב) je vádí v severní části Negevské pouště, v jižním Izraeli, poblíž pásma Gazy.
Začíná v nadmořské výšce okolo 150 metrů severně od vesnice Ruchama. Směřuje pak k západu mírně zvlněnou krajinou, která je zčásti zemědělsky využívána. Ústí severně od pahorku Tel Šega na východním okraji vesnice Dorot zprava do toku Nachal Dorot.